# Zayin
Zayin (nume scris și: zain sau zayn, ori pur și simplu zay; forma feniciană: ) este a șaptea literă a abjadurilor semitice. Zain-ul aramaic  derivă de la litera feniciană zayin, derivatele din litera aramaică incluzând: ז ('Zayin-ul ebraic), ܙ (Zayn-ul siriac, și ز (Zayn-ul arab). Litera reprezintă consoana fricativă alveolară sonoră /z/.
Litera feniciană a dat naștere zeta-ului grecesc (Ζ ζ), vechiului Z italic , și literei chirilice zemle (З з).